# Luc Tuymans
Luc Tuymans (ur. 1958 w Mortsel) – belgijski malarz, mieszka i pracuje w Antwerpii, zajmuje się też filmem i grafiką.
Pierwszy pokaz jego prac miał miejsce w 1985 na wystawie indywidualnej w Palais des Thermes w Ostendzie. Wiele jego prac porusza tematykę indywidualnej i zbiorowej traumy, jak np. Gas Chamber (1986). Porusza taką tematykę jak faszyzm, nacjonalizm, trauma inspirując się często starymi fotografiami, artykułami z gazet. W 1992 uczestniczył w wystawie documenta, prezentował swoją twórczość także na Biennale w São Paulo w 2004. Dzieła Tuymansa wystawiają najważniejsze światowe muzea sztuki, m.in. MoMA, Guggenheim Museum czy Museum of Contemporary Art w Los Angeles. Jest uważany za jednego z najbardziej wpływowych malarzy europejskich.

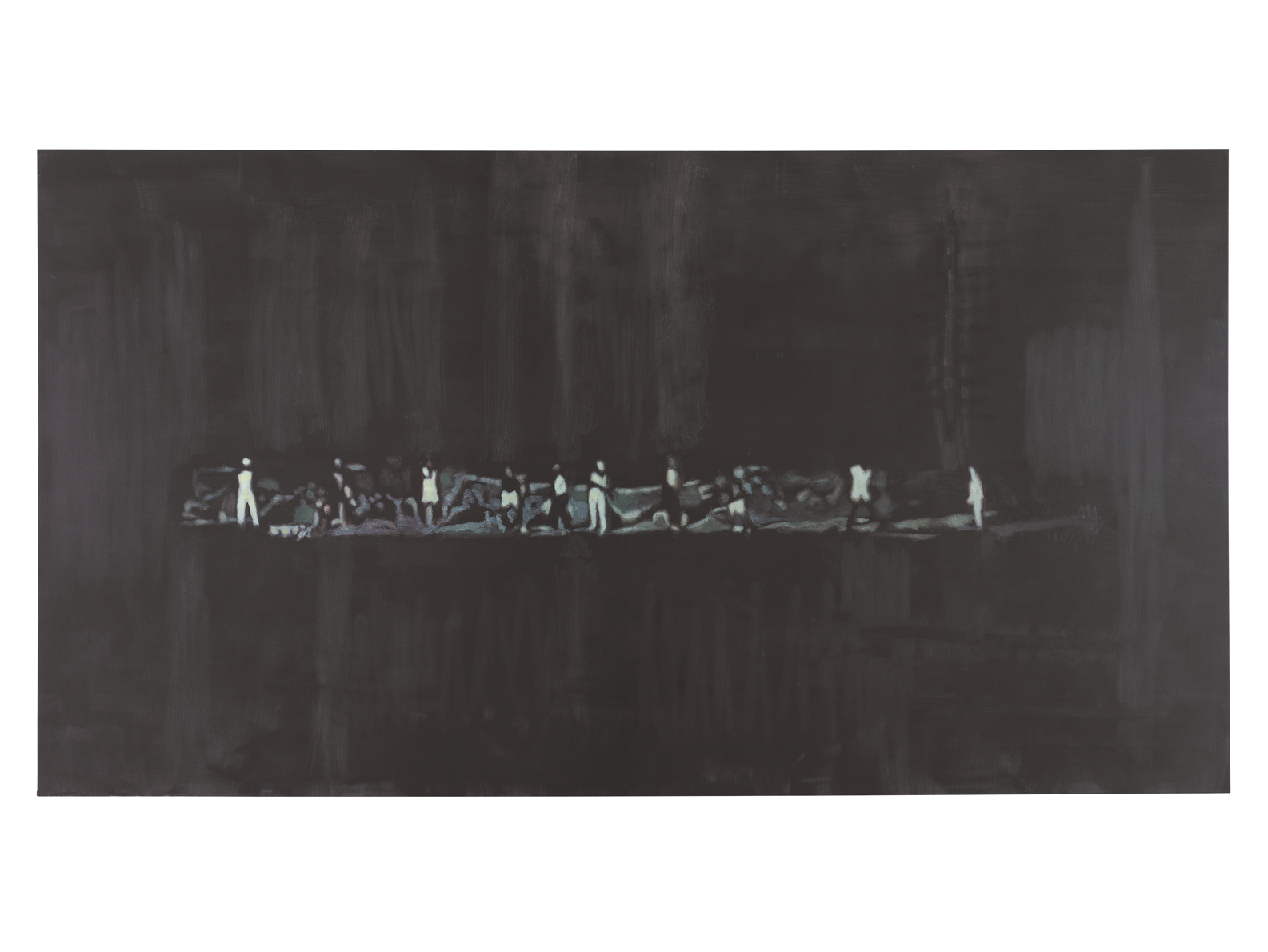
Luc Tuymans, The Shore, 2014

## Życiorys
Luc Tuymans urodził się w Mortsel w pobliżu Antwerpii 14 czerwca 1958 roku. Jego ojciec z pochodzenia był belgijskim Flamandem, a matka Holenderką. Rodzina matki angażowała się w holenderski ruch oporu podczas II wojny światowej, podczas gdy rodzina ojca miała sympatyzować z nazistami. Powrót do tych zagadnień uwidacznia się w sztuce tworzonej przez Tuymansa. Sztuką interesował się od najmłodszych lat, tworzył rysunki i próbował swoich sił w konkursach. Bardzo duże wrażanie wywarło na nim zobaczenie w muzeum dzieła Pieta Mondriana, przez które poczuł „magię sztuki”.

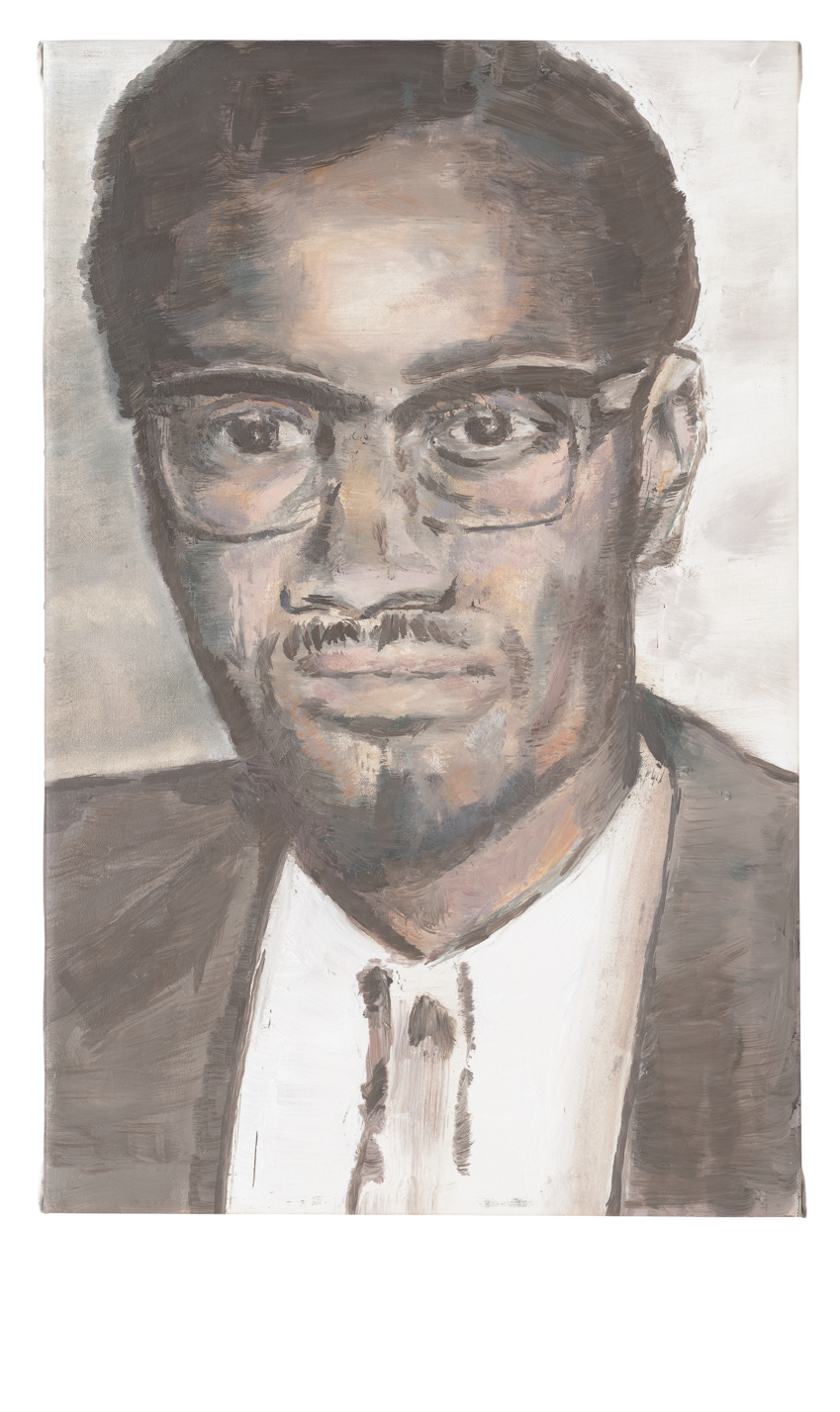
Luc Tuymans, Lumumba, 2000

W wieku 18 lat rozpoczął studia na Sint-Lukasinstituut w Brukseli. W późniejszych latach studiował także w Wyższej Szkole Sztuk Wizualnych La Cambre, także w Brukseli oraz Królewskiej Akademii Sztuk Pięknych w Antwerpii, a w 1982 roku rozpoczął studia z dziedziny historii sztuki na Wolnym Uniwersytecie Brukselskim. Rozpoczął wtedy także eksperymentowanie z filmem.
Pierwszy znany publicznie obraz Tuymansa pochodzi z 1972 roku, a pierwszy publicznie zaprezentowany został namalowany w 1977 roku i zatytułowany Autoportret. W tamtym okresie malarz był studentem i swój obraz zgłosił do ogólnokrajowego konkursu, który wygrał. W latach 1980–1985 odszedł od malarstwa na rzecz eksperymentowaniu z filmem, snuł plany nakręcenia półdokumentalnego filmu fabularnego. Część z nakręconych przez niego kadrów służyła mu później jako inspiracje do obrazów. W 1985 Tuymans wrócił do regularnego malowania, zmienił technikę i od tamtego okresu nie spędza więcej niż jeden dzień pracy nad obrazem. Tego samego roku artysta miał swoją pierwszą indywidualną wystawę w Palais des Thermes w Ostendzie. Od tego czasu wystawia swoje dzieła w innych krajach europejskich. W 1994 miała miejsce pierwsza wystawa prac Tuymansa na terenie Ameryki Północnej.
W 2015 artysta został uznany winnym popełnienia plagiatu przez sąd w Antwerpii, po tym jak wykorzystał fotografię wykonaną przez Katrijn Van Giel do namalowania swojego obrazu A Belgian Politician przedstawiającego Jeana-Marie Dedeckera w 2011 roku. Tuymans bronił swojego dzieła, twierdząc, że jest ono parodią i krytyką belgijskiego konserwatyzmu. W październiku 2015 doszło do polubownej ugody pomiędzy stronami.

## Twórczość
Dzieła Tuymansa charakteryzują się poczuciem niepokoju i nadchodzącej zagłady, nieszczęścia. Artysta opisuje ich atmosferę jako reprezentatywną dla jego osobowości, pełnej „nieustannego strachu i nieustannego niepokoju”. Maluje przedmioty codziennego użytku, przyziemne miejsca lub portrety niezidentyfikowanych osób. Z pozornym spokojem obrazów kontrastują często ich niepokojące tytuły jak np. Komora Gazowa czy Morderca.
Bardzo często podejmuje zagadnienia dotyczące niepokoju wynikającego z pamięci kulturowej. Powraca w swoich pracach do tematyki Holocaustu, nazizmu, przemocy, imperializmu czy wojny. Przykładem takiego dzieła jest chociażby Komora Gazowa z 1986 przedstawiająca komorę gazową z obozu koncentracyjnego Dachau namalowaną akwarelami lub mozaikę Schwarzheide uwieczniające sosny przedstawione na rysunku ocalałego z obozu koncentracyjnego Alfreda Kantora. Malarz niekiedy odnosi się także do bieżących wydarzeń, np. podczas wystawy Tuymans Heritage w 1996 zainspirowanej nastrojem panującym w Stanach Zjednoczonych po zamachu bombowym w Oklahoma City, seria obrazów przedstawiała niemal stareotypowe amerykańskie widoki np. Górę Rushmore (Heritage VII) lub dwie czapki bejsbolowe (Heritage I).
Tuymans reprezentuje charakterystyczny dla siebie styl, dzięki któremu jego dzieła można od razu z nim skojarzyć. Maniera Tuymansa polega na kadrowaniu swoich obrazów o niewielkich rozmiarach niczym fotografii o lekko zatartych konturach. Malując tworzy obrazy o rozmytych i prześwietlonych formach, co może przywodzić na myśl odbiorcy rozmyte bądź zanikające wspomnienie. Rozmyta forma i paleta barw zmienia namalowane postacie w widma, zaledwie fragmenty wspomnień, nie odkrywając wszystkiego od razu na pierwszy rzut oka. Wyciszona i powściągliwa warstwa wizualna dzieła kontrastuje z leżącą u jego podstawy złożoną warstwą moralną.
Poza dziełami malarskimi artysta tworzy także murale (od połowy lat 90. namalował około 50 murali site-specific), grafiki, rysunki oraz mozaiki.
Wybrane dzieła:
- Gas Chamber (1986)
- Der diagnostische Blick (1992)
- The Diagnostic of view V (1995)
- Orchid (1998)
- Mwana Kitoko (2000)
- Altar (2002)
- The Worshipper (2004)
- The Secretary of State (2005)

Wybrane wystawy:

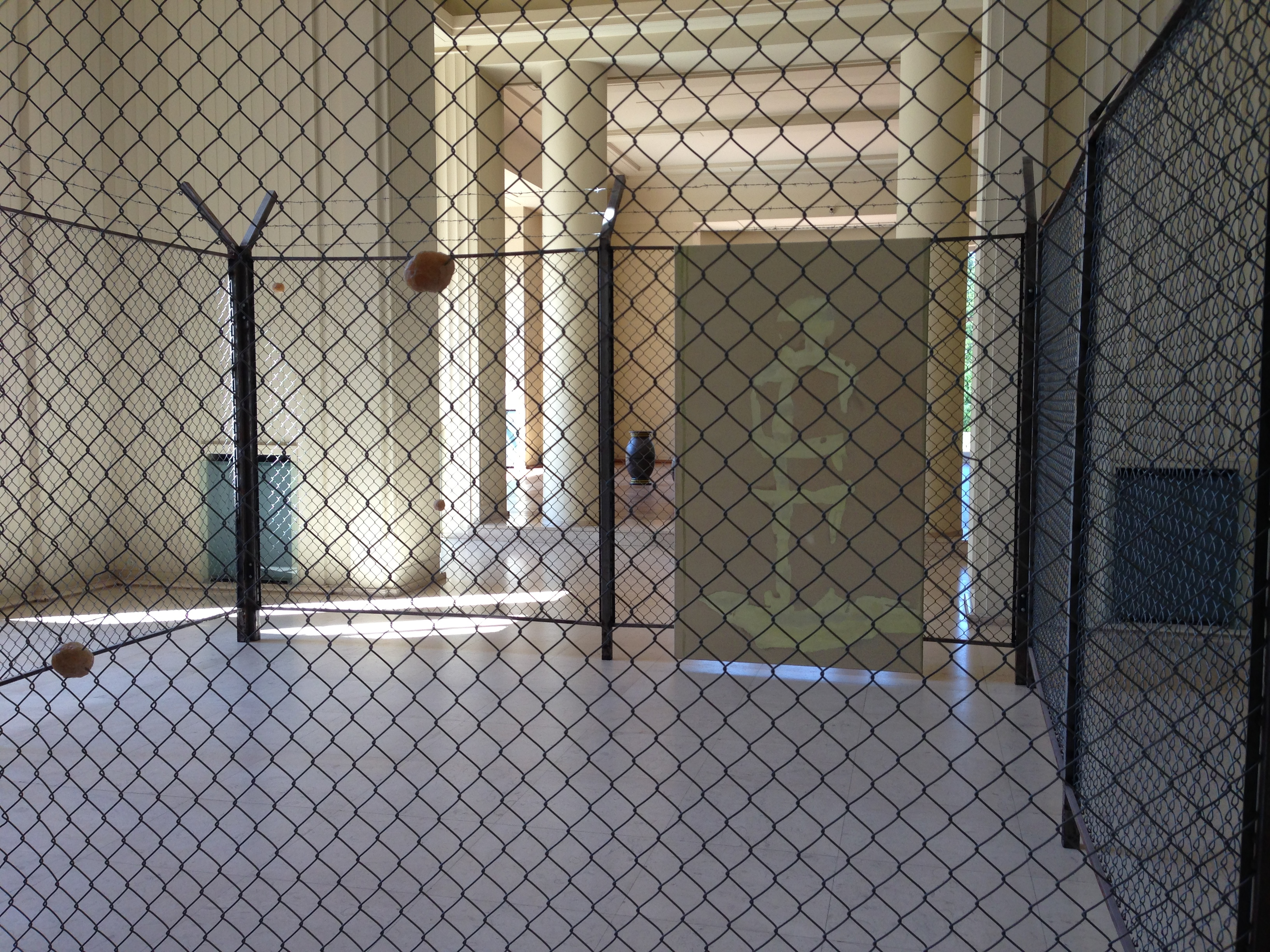
The Fence autorstwa Luca Tuymansa i Mirosława Bałki

- 2014: DE. FI. CIEN. CY, Galeria Art Stations, Poznań
- 2008: Idź i patrz (Come and See), Zachęta Narodowa Galeria Sztuki, Warszawa[19];
- 2004: Luc Tuymans, Tate Modern, Londyn[20];
- 2001: The Rumour, White Cube, Londyn[21].